# Zilvertetrafluorboraat
Zilvertetrafluorboraat (AgBF4) is een anorganische zilver verbinding die vaak gebruikt wordt in de organometaal en anorganische chemie. Net als zilverhexafluorfosfaat wordt het vaak gebruikt om halogeniden te vervangen in metaalcomplexen door het zwak coördinerende tetrafluorboraat-anion. De reactie wordt gedreven door het neerslaan van het corresponderende zilverhalide.